# サンダーバード55/GoGo
『サンダーバード55/GoGo』（Thunderbirds 55/GoGo）は、2022年公開の映画で、2015年にクラウドファンディングによって製作された『サンダーバード1965』（Thunderbirds 1965）を劇場公開用に再編集したものである。この『サンダーバード1965』は2020年にイギリスのBBCとITV共同の配信サービスBritBoxで配信される際に『サンダーバード50周年記念エピソード』（Thunderbirds 50th Anniversary Episodes）と呼び方が変更された。本項ではこの『サンダーバード50周年記念エピソード』として製作されたものも取り扱う。

## 概要

### 50周年記念エピソードの製作
現センチュリー21フィルムズのメンバーは2014年にドキュメンタリー『Filmed in Supermarionation』を製作した。その後、プロデューサーのスティーブン・ラリビエーはITVから『サンダーバード』の50周年を祝う企画はないかと尋ねられ、本企画を提案したところ企画が通り実現することとなった。資金調達はキックスターターが用いられ、2015年7月7日にキャンペーンが発表され、7月9日正午（イギリス夏時間）に開始された。製作初回となる「雪男の恐怖」の資金7万5千ポンドは7月13日には調達され、製作第2話の「サンダーバード登場」のために目標額が12万ポンドに増額された。7月22日には12万5千ポンドが調達され、第3話のために増額された目標の19万5千ポンドも最終日までに調達され、最終的に21万8412ポンドが集まった。
製作は1964年に『サンダーバード』が製作されたスラウにある倉庫そのもので行われこのときの様子は数多くのイギリスのメディアによって取り上げられた。
製作に関わったスタッフには純粋なファンだけでなく、映画業界で働くプロの他、テレビシリーズの製作に関わったメアリー・ターナーが人形師として、デイヴィッド・エリオットが監督として「大豪邸、襲撃」に関わった。
本作の原作となったのは、1960年代に発売された音声ドラマのレコード盤であった。これには今では鬼籍となった者も含めテレビシリーズと全く同じ声優が全く同じ声で演じているため、この点が最大限に活用された。しかし映像化を前提としない音声ドラマとして製作されているため、今回の映像化にあたって元の音声ドラマから改変された箇所が何箇所か存在する。
- 「サンダーバード登場」
  - キラノの登場場面の削除。
- 「雪男の恐怖」
  - 「The Abominable Snowman」の歌[注 3]の削除。
  - 冒頭のウラン工場の爆発・救助隊の活躍の場面の追加。
  - スキーコプターの墜落の場面の追加。
- 「大豪邸、襲撃」
  - 冒頭の邸宅爆破場面等、爆破に関係する場面の追加。
  - ペネロープの到着前にウィックフェンズの店員シンシアがウィックフェンに愚痴を言う場面の削除。
  - 最後の救助・爆弾解除場面の追加。
  - ヘリジェットの墜落場面の追加[注 4]。

完成した映像はDVDとBlu-Rayとして出資者らに発送された。
2016年8月18日には英国映画協会でプレミア公開も行われ、その後にデイヴィッド・エリオットも交えた計スタッフ5人とのセッションも行われた。

### 50周年記念エピソードあらすじ
音声レコード盤のあらすじは『公式ガイドサンダーバード大百科』に採録されている。
サンダーバード登場
国際救助隊の創設にあたり、ジェフはペネロープをトレイシー島に招き、サンダーバード1–5号や家族を紹介するとともに島の案内を行う。
雪男の恐怖
世界各地でウラン工場の破壊工作が相次いでいた。その頃ヒマラヤでは雪男に襲われる人が増え救難信号をサンダーバード5号もキャッチしていた。そこでジェフはデリーにいたペネロープに調査を頼む。
大豪邸、襲撃
イギリスの大豪邸で宝石が盗まれ爆破される事件が相次いでいた。ジェフはペネロープを心配するものの、彼女は出来ることがないと普段どおりの生活をするが、すでに強盗団の盗聴器がクレイトン＝ワード邸に据えられていた。

### 日本での公開
2021年7月7日（特撮の日）に『サンダーバード50周年記念エピソード』が2022年に劇場・オンラインで公開されることが発表された。8月13日には公式サイトが開設され、それと同時に樋口真嗣が構成を担当し3本のエピソードを一本の劇場用映画にすることも発表された。2021年9月30日（サンダーバードの日）には、スティーブン・ラリビエーと樋口真嗣、笠井信輔、そしてファンらをオンラインで結んだファンイベントが開催され、ここでポスターデザインも発表された。
また本作の公開に伴って国立新美術館で2021年10月1日から12月19日に開かれている「庵野秀明展」で、本作で使用されたサンダーバード1号と2号の模型が展示された。
日本での公開に際して吹替版が製作されることとなり、2021年11月10日にメインキャストが発表された。
劇場での同時併映として、新型コロナウイルス感染症流行にともなう都市封鎖中のロンドンのアパートの一室で撮影が始まったスーパーマリオネーション番組『ネビュラ・75』の第1話が公開された。

## 登場人物

### メイン・キャラクター
詳細は『サンダーバード』を参照のこと。
ジェフ・トレイシー
5兄弟の父親にして国際救助隊の隊長。

スコット・トレイシー
サンダーバード1号を操縦。「雪男の恐怖」では囚われたペネロープとパーカーの救助に活躍する。
ジョン・トレイシー
サンダーバード5号を担当。「雪男の恐怖」ではヒマラヤ付近での雪男の目撃情報をキャッチする。
バージル・トレイシー
サンダーバード2号を操縦。「雪男の恐怖」ではウラン工場の火災鎮火時に鎮火弾を投下し、「大豪邸、襲撃」ではペネロープとパーカーの救助のために4号を輸送する。
ゴードン・トレイシー
サンダーバード4号を操縦。「大豪邸、襲撃」ではペネロープとパーカーの救助に向かい、ロンドン塔爆破を阻止する。
アラン・トレイシー
サンダーバード3号を操縦。兄らとともに「サンダーバード登場」でペネロープにサンダーバード機とともに紹介され、「雪男の恐怖」と「大豪邸、襲撃」にも映っているが台詞はない。
ブレインズ
国際救助隊の科学者。女性の声のみ録音するマイクを開発した。
レディ・ペネロープ・クレイトン＝ワード
国際救助隊のロンドンの諜報員。「サンダーバード登場」ではジェフに招かれトレイシー島を見て回る。「雪男の恐怖」でデリーにいた際にはジェフから連絡を受けて雪男の調査に乗り出す。「大豪邸、襲撃」では自身も盗難の被害に遭うものの、次の犯行場所を知ることに成功し強盗団を待ち伏せる。
アロイシャス・パーカー
ペネロープの執事兼運転手。
フッド
国際救助隊の秘密を狙う男。

### ゲスト・キャラクター
雪男の恐怖
ガラップ・ディン
インドの国際救助隊の秘密隊員。ペネロープに雪男の噂をする他、スキーコプターで待つガイドの元へ案内する。
この人形の顔は俳優サンジーヴ・バスカーをモデルに作られている。
大豪邸、襲撃
チャールズ
イギリスの大豪邸の財宝を狙った強盗。その襲撃には理由があった。
ドウキンズ
チャールズの部下。

### 声の出演
| 名前                           | 原語声優                   | 吹替声優             |
| メイン・キャラクター           | メイン・キャラクター       | メイン・キャラクター |
| ------------------------------ | -------------------------- | -------------------- |
| ジェフ・トレイシー             | Peter Dyneley              | 大塚芳忠             |
| スコット・トレイシー           | Shane Rimmer Justin T. Lee | 森川智之             |
| ジョン・トレイシー             | Ray Barrett                | 櫻井孝宏             |
| バージル・トレイシー           | David Holiday              | 日野聡               |
| ゴードン・トレイシー           | David Graham               | 江口拓也             |
| ブレインズ                     | David Graham               | 堀内賢雄             |
| ペネロープ・クレイトン＝ワード | Sylvia Anderson            | 満島ひかり           |
| アロイシャス・パーカー         | David Graham               | 井上和彦             |
| フッド                         | Ray Barrett                | 立木文彦             |
| 雪男の恐怖                     |                            |                      |
| NTBS記者                       | Justin T. Lee              | 松川裕輝             |
| 救難信号を出すイギリス人登山家 | Stephen La Rivière         | 長谷川敦央           |
| ガラップ・ディン               | David Graham               | 堀内賢雄             |
| 山小屋で雪男に襲われる男       | David Graham               | 駒谷昌男             |
| 大豪邸、襲撃                   |                            |                      |
| チャールズ                     | Peter Dyneley              | 茶風林               |
| ドウキンズ                     | Ray Barrett                | 丸山壮史             |
| 新聞売                         | David Graham               | 駒谷昌男             |
| レポーター                     | Stephen La Rivière         | 松川裕輝             |
| エレイン・ウィックフェン       | Sylvia Anderson            | 田村千恵             |
| 衛兵                           | David Graham               | 長谷川敦央           |
| 舞台裏映像                     |                            |                      |
| ナレーション                   | ナレーション               | 大塚芳忠             |
| スティーブン・ラリビエー       | スティーブン・ラリビエー   | 武藤正史             |
| サンジーヴ・バスカー           | サンジーヴ・バスカー       | 宮本崇弘             |
| ジャスティン・T・リー          | ジャスティン・T・リー      | 青木崇               |
| アンドリュー・T・スミス        | アンドリュー・T・スミス    | 関雄                 |
| リンジー・ホーラン             | リンジー・ホーラン         | 米本早希             |
| エリオット・パヴェリン         | エリオット・パヴェリン     | 佐藤愁貴             |
| バリー・デイヴィス             | バリー・デイヴィス         | 好川敬太             |
| リチャード・グレゴリー         | リチャード・グレゴリー     | 永田昌康             |

## 登場する主要なメカ

### サンダーバード機
国際救助隊の使用する主要なメカニック。詳細はそれぞれの個別項目を参照のこと。
- サンダーバード1号
- サンダーバード2号
- サンダーバード3号
- サンダーバード4号
- サンダーバード5号

### その他
FAB-1
ペネロープの愛車。詳細は『サンダーバード』を参照のこと。
FAB-2
ペネロープの船。彼女とパーカーはこれでトレイシー島にやってくる。

### 劇中に登場したメカ（救助隊以外）
スキーコプター
「雪男の恐怖」に登場。オスプレイのような外観で、客室部分は『スペース1999』のイーグル号のように本体から分離することが出来、墜落時には脱出カプセルの役割も果たす。
ヘリジェット
「大豪邸、襲撃」に登場。強盗団が移動するのに使った。静音での飛行も可能。

## スタッフ

### 50周年記念エピソード
下線を付した人物は1965年版にも関わっている。
- 製作：スティーブン・ラリビエー
- 監督：ジャスティン・T・リー（第1話） / スティーブン・ラリビエー（第2話） / デイヴィッド・エリオット（第3話）
- 製作補：アンドリュー・T・スミス
- 美術監督：ジャスティン・T・リー
- 製作マネージャー：スーザン・バック
- 撮影監督：デイヴィッド・グレアム・ヒックス
- 人形監督：リンジー・ホーラン（第1、3話） / ジャスティン・T・リー（第2–3話）
- 美術・模型部門：デイヴィッド・トレモント / リチャード・グレゴリー / ヒルトン・フィッツシモンズ
- 人形製作：バリー・デイヴィス
- 原作特撮監督：デレク・メディングス
- 特撮監督：スティーブン・ラリビエー / ジャスティン・T・リー
- 脚本：アラン・フェネル（第1話）（第3話：原案） / デイヴィッド・グレアム&デスモンド・サウンダース（第2話）
- 音声ドラマ製作：デスモンド・サウンダース（第1–2話） / レン・クリール（第3話）
- 音楽作曲・指揮：バリー・グレイ
- 人形操演：ジェラルディン・ドナルドソン（第1–2話） / スティーブン・ラリビエー（第1、3話） / リンジー・ホーラン（第2話） / メアリー・ターナー（第3話）
- 衣装：リズ・コムストック＝スミス
- 人形彫刻：バリー・デイヴィス（第3話） / クリス・キング（第2–3話） / スティーブン・マンズフィールド（第2–3話） / ジューディス・シャット（第3話）
- 人形スタイリング：ジェラルディン・ドナルドソン（第3話）
- 人形小物：カール・スターリング＝スチュワート
- 監督指導：デイヴィッド・エリオット（第1–2話）
- キー・グリップ：アンドリュー・T・スミス（第1、3話）
- 第2特撮班カメラマン：ボイド・スキナー（第3話）
- 監督補助：エリオット・パヴェリン（第3話）
- 編集：エリオット・パヴェリン（第1–2話） / ジャスティン・T・リー（第1–2話） / スティーブン・ラリビエー（第3話）
- 音声編集：マーク・エアーズ
- カメラ補助：ポール・ディングウォール（第2話）
- 製作管理：ジェラルディン・ドナルドソン（第2–3話）
- 製作補助：エリオット・パヴェリン（第2話）
- 火薬職人：マルコム・スミス（第2–3話）
- 模型・セット製作：メイマス・ピットシルズ（第1話） / トビー・チェンバレン（第1話） / アンドリュー・グリムショウ（第1話） / アンディ・ロルフ（第1話）
- セット製作：リンジー・ハリス（第2話） / アンディ・ロルフ（第2–3話） / デイヴィッド・メイソン（第2–3話） / トビー・チェンバレン（第3話）
- 風景：ローラ・スキナー（第2話）
- 模型製作：ベン・ウェステネンド（第2話） / メイマス・ピットシルズ（第2–3話） / アンドリュー・グリムショウ（第2–3話） / キース・フレイザー（第3話）
- ペネロープのかつら：エイミー・ホルト（第3話）
- 写真撮影：ジェイムズ・フィールディング（第2–3話）
- 製作進行：リアム・デイヴィス（第2話）
- 謝辞：ガイルズ・リッジ / クリスティーナ・リーマ / ジェイミー・アンダーソン（第2話） / セグロ / シネラボ（第3話） / PSAV / ダン・クーパー（第2話） / アンディ・フレイザー / ルイス・テイラー（第2話） / サンジーヴ・バスカー（第2話） / ブライアン・ジョンソン / ケヴィン・ジョン・デイヴィス（第3話）
- 原案：ジェリー&シルヴィア・アンダーソン
- 製作：Pod 4 Films Ltd.
- カメラ：アーノルド&リヒター
- 日本語字幕：鈴木元

### サンダーバード55/GoGo
- 構成担当：樋口真嗣[15]
- 編集：佐藤敦紀[24]
- 翻訳：杉田朋子[24]
- 演出：伊達康将[24]
- 録音・調整：山本和利（オムニバス・ジャパン）[25]
- 制作：力丸秀 / 山田佳奈（東北新社）[25]
- ナレーション：矢島正明[26]
- タイプライター協力：清水亮 / 尾河商会[25]
- 企画：稲田正風 / 林直樹[25]
- 協力：高田幸枝 / 神田美夏 / 服部洋之[25]
- 制作：東北新社[24]
- 配給：東北新社 / スター・チャンネル[16]
- ポスターデザイン：大河原邦男[16]

## 音楽

### 50周年記念エピソード
オープニング・エンディング
テレビシリーズと同じようにバリー・グレイ作曲のものがそのまま使われている。
第1話「SOS原子旅客機」の前の話である「サンダーバード登場」では、第1話のバージョンのものが使われている。
劇伴
こちらもテレビシリーズと同じである。
既存の『サンダーバード』の楽曲のほか『スーパーカー』『宇宙船XL-5』『海底大戦争 スティングレイ』のものも使われている。
「サンダーバード登場」ではテレビシリーズで使われなかった曲が、「大豪邸、襲撃」ではテレビシリーズとは異なるテイクの曲がいくつか用いられている。

### サンダーバード55/GoGo
オープニング・エンディング
オープニングは全て英語版の曲（カウントダウンの後、ファイアーフラッシュ号着陸の曲、メインテーマ、スーパーマリオネーションのロゴ）が使用されたが、最初の「サンダーバード、登場」のオープニングは元々第1話「SOS原子旅客機」のものを使用していたにもかかわらず、日本語版では「ジェット“モグラ号”の活躍」以降で使用されたものと同様の曲が使用されたため、「雪男の恐怖」「大豪邸、襲撃」の三本全てで同じ曲が使用されることとなった。
構成を担当する樋口真嗣は「〔日本語版主題歌を〕最後に流したいので、そこだけは日本独自に付け加えるかもしれない」と述べ、実際に最後の「大豪邸、襲撃」のエンディングでは現在の『サンダーバード』テレビシリーズ日本盤の吹替音声でオープニング曲として聴けるロイヤルナイツ版のテーマ曲が使用された。11月10日に公開された予告編でも同じものが使用された。
劇伴
元の「50周年記念エピソード」の部分はそのまま使われている。
樋口真嗣による「つなぎ」の場面に使われた曲は以下の通り。曲名は一般的に手の入りやすいSilva Screenのサウンドトラック収録時につけられたものと録音時のキュー番号を記述した。また項目名はBlu-Rayのメニューに拠る。
オープニング
- 「SOS原子旅客機」より「Deadly Plot - The Hood and the Fireflash」（Trapped in the Sky 1M4）。
- 『スーパーカー』より「City Light Theme」。
- 『サンダーバード』より「Commercial Break」。
- 『サンダーバード』より「End Titles」。

国際救助隊紹介
- 「ペネロープの危機」より「Tracy Island and International Rescue」（The Perils of Penelope 4M5）。

やられメカ集
- 「超音ジェット機レッドアロー」より「The Red Arrow」（Edge of Impact 1M3）。
- 「ニューヨークの恐怖」より「World Exclusive Foiled」（Terror in New York City 1M1 Take 7）。

コンテナメカ集
- 『海底大戦争 スティングレイ』より「March of the Oysters」（The Secret of Giant Oyster 3M1）。
- 『サンダーバード』より「Commercial Break」。

エンディング
- 『サンダーバード』より「Century 21 March」。

## ソフト

### 50周年記念エピソード
キックスターターのキャンペーンの返礼品としてDVDとBlu-Rayが製造され、そのほんの僅かの余りは一般販売もされた。現在廃盤。

### サンダーバード55/GoGo
劇場でBlu-Rayの先行販売が株式会社TCエンタテインメントから2000枚限定で行われたが、パンフレットと同様に1月22日以降随時追加導入された。
一般販売のDVDとBlu-Rayは5月20日に予約開始され、8月3日に発売が開始された。ここには特典としてスターチャンネルで放送された庵野秀明編集の『シン・コンプリート・サンダーバード』やドキュメンタリー『サンダーバードができるまで / スーパーマリオネーションの軌跡』の90分版（オリジナルは120分）が収録された。さらにメッキ塗装を施したサンダーバード2号のプラモデル付きのものが11月30日に発売された。

## 関連企画

### 本作の放送
| 回数 | 放送日         | 放送時間      | 放送局                  | 形態                         | 出典                 |
| ---- | -------------- | ------------- | ----------------------- | ---------------------------- | -------------------- |
| 1    | 2022年03月06日 | 21:30 - 23:15 | スターチャンネル Star 1 | 吹替版                       | [ 33 ]               |
| 2    | 2022年03月21日 | 09:30 - 11:15 | スターチャンネル Star 1 | 吹替版                       | [ 33 ]               |
| 3    | 2022年04月09日 | 13:15 - 15:00 | スターチャンネル Star 1 | 吹替版                       | [ 34 ]               |
| 4    | 2022年04月20日 | 12:15 - 13:00 | スターチャンネル Star 1 | 「サンダーバード登場」吹替版 | [ 34 ]               |
| 4    | 2022年04月21日 | 12:15 - 13:00 | スターチャンネル Star 1 | 「雪男の恐怖」吹替版         | [ 34 ]               |
| 4    | 2022年04月22日 | 12:15 - 13:00 | スターチャンネル Star 1 | 「大豪邸、襲撃」吹替版       | [ 34 ]               |
| 5    | 2022年05月01日 | 02:00 - 02:45 | スターチャンネル Star 1 | 「サンダーバード登場」字幕版 | [ 34 ]               |
| 5    | 2022年05月01日 | 02:45 - 03:30 | スターチャンネル Star 1 | 「雪男の恐怖」字幕版         | [ 34 ]               |
| 5    | 2022年05月01日 | 03:30 - 04:15 | スターチャンネル Star 1 | 「大豪邸、襲撃」字幕版       | [ 34 ]               |
| 6    | 2022年06月25日 | 10:15 - 12:00 | スターチャンネル Star 1 | 吹替版                       | [ 35 ]               |
| 7    | 2022年08月08日 | 16:30 - 17:00 | スターチャンネル Star 1 | 「サンダーバード登場」吹替版 | [ 36 ]               |
| 7    | 2022年08月08日 | 17:00 - 17:30 | スターチャンネル Star 1 | 「雪男の恐怖」吹替版         | [ 36 ]               |
| 7    | 2022年08月08日 | 17:30 - 18:15 | スターチャンネル Star 1 | 「大豪邸、襲撃」吹替版       | [ 36 ]               |
| 8    | 2022年12月04日 | 06:00 - 06:40 | スターチャンネル Star 3 | 「サンダーバード登場」吹替版 | [ 37 ]               |
| 8    | 2022年12月04日 | 06:40 - 07:15 | スターチャンネル Star 3 | 「雪男の恐怖」吹替版         | [ 37 ]               |
| 8    | 2022年12月04日 | 07:15 - 08:00 | スターチャンネル Star 3 | 「大豪邸、襲撃」吹替版       | [ 37 ]               |
| 9    | 2022年12月12日 | 17:15 - 18:00 | スターチャンネル Star 3 | 「サンダーバード登場」吹替版 | [ 37 ]               |
| 9    | 2022年12月13日 | 17:00 - 17:45 | スターチャンネル Star 3 | 「雪男の恐怖」吹替版         | [ 37 ]               |
| 9    | 2022年12月14日 | 17:15 - 17:50 | スターチャンネル Star 3 | 「大豪邸、襲撃」吹替版       | [ 37 ]               |
| 10   | 2023年01月04日 | 11:15 - 13:00 | スターチャンネル Star 1 | 字幕版                       | [ 38 ] [ 39 ]        |
| 11   | 2023年01月06日 | 20:15 - 22:00 | スターチャンネル Star 3 | 吹替版                       | [ 39 ]               |
| 12   | 2023年10月01日 | 17:15 - 19:00 | スターチャンネル Star 1 | 字幕版                       | [ 40 ] [ 41 ]        |
| 13   | 2023年10月08日 | 08:30 - 10:15 | スターチャンネル Star 3 | 吹替版                       | [ 40 ] [ 41 ]        |
| 14   | 2023年10月11日 | 11:15 - 13:00 | スターチャンネル Star 1 | 字幕版                       | [ 40 ] [ 41 ]        |
| 15   | 2023年10月22日 | 17:30 - 19:15 | スターチャンネル Star 3 | 吹替版                       | [ 40 ] [ 41 ]        |
| 16   | 2023年10月26日 | 16:15 - 18:00 | スターチャンネル Star 1 | 字幕版                       | [ 40 ] [ 41 ]        |
| 18   | 2023年10月30日 | 16:30 - 18:15 | スターチャンネル Star 3 | 吹替版                       | [ 40 ] [ 41 ]        |
| 17   | 2023年11月04日 | 06:00 - 07:45 | スターチャンネル Star 3 | 吹替版                       | [ 42 ] [ 43 ] [ 44 ] |
| 18   | 2023年11月10日 | 18:30 - 20:15 | スターチャンネル Star 1 | 字幕版                       | [ 42 ] [ 43 ] [ 44 ] |
| 19   | 2023年11月15日 | 08:45 - 10:30 | スターチャンネル Star 1 | 字幕版                       | [ 42 ] [ 43 ] [ 44 ] |
| 20   | 2023年11月27日 | 10:10 - 11:55 | スターチャンネル Star 3 | 吹替版                       | [ 42 ] [ 43 ] [ 44 ] |
| 21   | 2023年12月01日 | 04:25 - 06:00 | スターチャンネル Star 1 | 字幕版                       | [ 42 ] [ 43 ] [ 44 ] |
| 22   | 2024年02月06日 | 01:30 - 03:10 | スターチャンネル Star 1 | 字幕版                       | [ 45 ]               |
| 23   | 2024年02月05日 | 06:00 - 07:45 | スターチャンネル Star 3 | 吹替版                       | [ 45 ]               |
| 24   | 2024年02月13日 | 07:00 - 08:45 | スターチャンネル Star 3 | 吹替版                       | [ 45 ]               |
| 25   | 2024年02月18日 | 10:10 - 11:45 | スターチャンネル Star 1 | 字幕版                       | [ 45 ]               |
| 26   | 2024年02月24日 | 03:15 - 05:00 | スターチャンネル Star 3 | 吹替版                       | [ 45 ]               |
| 27   | 2024年03月03日 | 04:30 - 06:15 | スターチャンネル Star 1 | 字幕版                       | [ 46 ]               |
| 28   | 2024年03月12日 | 19:00 - 20:45 | スターチャンネル Star 1 | 字幕版                       | [ 46 ]               |
| 29   | 2024年03月21日 | 06:00 - 07:40 | スターチャンネル Star 1 | 字幕版                       | [ 46 ]               |
| 30   | 2024年03月30日 | 08:20 - 10:00 | スターチャンネル Star 3 | 吹替版                       | [ 46 ]               |
| 31   | 2025年09月30日 | 11:00 -       | スーパー!ドラマTV       | 二カ国語版                   | [ 47 ] [ 注 11 ]     |
| 32   | 2025年09月30日 | 22:00 -       | スーパー!ドラマTV       | 字幕版                       | [ 47 ] [ 注 11 ]     |

### 関連放送
長期徹底特集
BS10スター・チャンネルで『サンダーバード』を初めとした様々な作品が特集で放送された。
- 第1弾：懐かしのオリジナルTVシリーズが帰ってきた！
- 第2弾：吹替3バージョンで観る映画版！
- 第3弾：樋口真嗣監督が選ぶ！サンダーバード エピソードBEST 3 12月25日（土）15時30分～一挙放送！
- 第4弾：庵野秀明構成・編集『シン・コンプリート・サンダーバード』初放送
- 第5弾：伝説のアニメ復活！『科学救助隊テクノボイジャー』放送スタート
- 第5弾：日本が世界に誇る1960年代特撮映画大集合（『海底軍艦』『緯度0大作戦』『妖星ゴラス』）
- 第5弾：新作&名作大放出スペシャル（『ネビュラ・75』）
- グランドフィナーレ（本作）

また、特集に先立って2021年9月30日21時15分より『サンダーバード 劇場版』のNHK新録版が放映された。これと同時にYouTubeとニコニコ動画同時視聴イベントが開かれ、ここで1966年と2003年にスコット・トレイシー役を務めた中田浩二のインタビューも流された（出演：畑史進・中村桜・青井邦夫）。
12月からは「公開記念特番」が放送された（ナレーション：大塚芳忠、ナビゲーター：市川紗椰、出演：樋口真嗣・市川紗椰・矢島正明・満島ひかり・井上和彦 / 衣装協力：FLEI、Atsushi Nakashima、no.29、cujacu / 制作著作：東北新社・スター・チャンネル）。
3月の本作（吹替版）の放送と配信（吹替版・配信）をもって、この長期徹底特集は終了したが、4月には50周年記念エピソードとしての本作三本が放送された。
この他に主としてスーパーマリオネーション時代のアンダーソン作品およびスタッフに焦点を当てたスティーブン・ラリビエーが製作した2014年のドキュメンタリー『サンダーバードができるまで / スーパーマリオネーションの軌跡』（原題：Filmed in Supermarionation）、およびロンドンの西スラウにある『海底大戦争 スティングレイ』から『謎の円盤UFO』の特撮で使われた倉庫の解体時にスタッフ等関係者がその建物で制作の舞台裏を紹介する2019年のドキュメンタリー『ようこそ！ “サンダーバード”スタジオへ』（原題：Century 21 Slough）も放送された。
ベストセレクション！
Tokyo MX1で『サンダーバード』の16:9版吹替完全版で「SOS原子旅客機」「ニューヨークの恐怖」「死の谷」「原子力機ファイアーフラッシュ号の危機」「情報員MI.5」「すばらしいクリスマス・プレゼント」の6本が放映された。なお放映後に西川貴教が国際救助隊の制服に身を包んで本作を宣伝する映像のTokyo MX版と30秒のもの（「世界の危機に彼らは必ず駆けつける！」で始まるもの）が放映された。
その他
主としてペネロープ役の満島ひかりが出演したテレビ番組で、映画の宣伝が様々な形で行われた。
- 2021年10月17日：シューイチ✕庵野秀明展（日本テレビ）
- 2021年12月12日：ザ・細かすぎて伝わらないモノマネ（フジテレビ系列）
- 2022年1月1日：あけましてねほりんぱほりん（NHK Eテレ）
- 2022年1月1日他：男おばさん!! #238（フジテレビTwo / 日本映画専門チャンネル）：笠井信輔・軽部真一
- 2022年1月5日：ニュースシブ5時（NHK総合）
- 2022年1月7日：徹子の部屋（テレビ朝日）
- 2022年1月7日：A-Studio＋（TBS）
- 2022年1月8日：マツコ会議（日本テレビ）

この他に、後述のイベント「日本語劇場版『サンダーバード55』大新年会だ！ GOGO」を取り上げたニュースが1月7日に各所で流された。

### 関連イベント
『サンダーバード55/GOGO』ファンイベント
- とき：2021年9月30日
- 場所：スペースFS汐留
- 出演：樋口真嗣（構成）、スティーブン・ラリビエー（製作・監督 / オンラインで参加）、笠井信輔（イベント司会）、木村ティナ（通訳）

日本語劇場版『サンダーバード55』大新年会だ！ GOGO
本作のプレミア公開に伴って、キャスト・製作陣らを招いた舞台挨拶が行われた。
- とき：2022年1月6日 18時30分
- 場所：新宿ピカデリースクリーン1
- 出演：満島ひかり、井上和彦、森川智之、日野聡、樋口真嗣（構成）、スティーブン・ラリビエー（製作・監督 / オンラインで参加）、笠井信輔（イベント司会）、木村ティナ（通訳）
- イラスト：ホンダ ギブヤン
- 録画での出演：西川貴教、黒柳徹子

サンダーバード55周年シネマコンサート ～世界の人の命を守る科学と勇気の物語～
- とき：2022年1月9日（15時 / 19時）
- 場所：東京オペラシティコンサートホール
- 出演：西村友（指揮）、東京佼成ウインドオーケストラ（吹奏楽）、松永貴志（ピアノ）、フォレスタ（歌）、相原良郎・阿部麻美（司会）
- ゲスト：坂本健二
- 録画での出演：樋口真嗣、スティーブン・ラリビエー、柿沼秀樹

### 宣伝
中野ブロードウェイ
『サンダーバード』と同じく55周年を迎える中野ブロードウェイおよび中野駅に本作のタイアップバナーが2021年12月8日から2022年1月16日まで設置された。
チェッカーキャブ
チェッカーキャブ5台に本作のラッピングが施され、2021年12月14日から2022年1月15日まで都内を走った。
ペネロープのわがままさんぽ
日本で唯一の公認の『サンダーバード』 造形作家・坂本健二製作のペネロープの人形を用いて、東京の各所を巡回するとともに、映画の宣伝がネット上で行われた。
巡回箇所は順に東京駅・丸の内駅舎、銀座・三越、国立新美術館「庵野秀明展」、東京スカイツリー、歌舞伎座、浅草・雷門、浅草・仲見世商店街、上野・アメ横、チェッカーキャブ、東京都庁、豊川稲荷東京別院、Bar Kaiju-Club、東北新社本社ビル、新宿ピカデリーの14箇所であった。
貴教・トレーシー
歌手の西川貴教が自作の国際救助隊の制服に身を包み本作を宣伝するCMが撮影された。
西川はオーダーもされていないのに勝手に衣装を製作したと述べている。
このCMの特別版（60秒）はTokyo MXで2021年年末から1月にかけて放送された『サンダーバード』セレクション放送の後に使用されたほか、前述の「日本語劇場版『サンダーバード55』大新年会だ！ GOGO」でも、イベントに向けて撮影された同様の映像が上映された。
コラボレーション
サンリオの『はぴだんぶい』、アパホテル、特急サンダーバード、QBハウス、自遊空間、総務省、ラフォーレ原宿、『宇宙戦艦ヤマト2205 新たなる旅立ち』とのコレボレーションが行われた。

### キャンペーン
本作はTwitterを用いて様々なキャンペーンが行われた。
サンダーバードお宝コレクション
2021年11月10日から12月10日に、「サンダーバードお宝コレクション」と称して、ファンが所有する様々なグッズの写真の投稿キャンペーンが行われた。その結果島根県のYouTuberで模型のロマンを探索するモケジョタンサックが製作したデアゴスティーニ「週刊 サンダーバード秘密基地」が選ばれ、上記の「サンダーバード55周年シネマコンサート」のホール外で展示された。
出動せよサンダーバード
2021年11月15日から28日まで、公式Twitterのフォロー、およびツイートのリツイートキャンペーンが行われ、当選者にはAmazonギフト券555円分が贈られた。
私の選ぶサンダーバードベスト回
2021年11月25日から12月13日まで、Twitter上でそれぞれの選ぶベストエピソードを投稿するキャンペーンが行われ、抽選でムビチケカードが当選者に贈られた。
サンダーバード55キャラ診断
2021年12月8日から19日まで、公式Twitterのフォロー、およびツイートのリツイートキャンペーンが行われ、当選者にはCross社のサンダーバードボールペンが贈られた。
期待コメント投稿キャンペーン
2021年12月10日から2022年1月6日まで、公式Twitterのフォロー、およびツイートのリツイートによるコメント投稿キャンペーンが行われ、当選者にはAmazonギフト券555円分が贈られた。

## 評価
劇場では上映開始1回目の週末（1月8日・9日）の興行収入ランキングで第9位にランクインした。
翌日からのオンライン配信では、Amazon Prime Videoで人気度ランキング1位となった。